# Diadegma dispar
Diadegma dispar là một loài tò vò trong họ Ichneumonidae.